# Josh Lucas
Joshua Lucas Easy Dent Maurer (Little Rock; 1971. június 20. –) amerikai színész.
Fontosabb alakításai voltak az Amerikai pszichó (2000), a Számíthatsz rám (2000), a Mélyvíz (2001), az Egy csodálatos elme (2001), a Mindenütt nő (2002), a Hulk (2003), a Befejezetlen élet (2005), a Fekete dicsőség (2006), a Poseidon (2006), az Ilyen az élet (2010), Az igazság ára (2011), a J. Edgar – Az FBI embere (2011) és Az aszfalt királyai (2019) című filmekben.
Szerepelt A cég (2012), a Laura rejtélyei (2014–2016) és a Yellowstone (2018–2022) című televíziós sorozatokban.

## Élete és pályafutása
Az Arkansas állambeli Little Rockban született. 

## Filmográfia

### Film
| Év   | Magyar cím                    | Eredeti cím                                         | Szerep                          | Magyar hang           |
| ---- | ----------------------------- | --------------------------------------------------- | ------------------------------- | --------------------- |
| 1993 | Életben maradtak              | Alive                                               | Felipe Restano                  | Szokol Péter          |
| 1993 | Életben maradtak              | Alive                                               | Felipe Restano                  | Hajdu Tibor           |
| 1993 | Fater élve vagy halva         | Father Hood                                         | Andy                            | Markovics Tamás       |
| 1996 | Sorvadj el!                   | Thinner                                             | ápoló (stáblistán nem szerepel) | Mikula Sándor         |
| 1996 |                               | True Blue                                           | Dan Warren                      |                       |
| 1997 |                               | The Definite Maybe                                  | Eric Traber                     |                       |
| 1998 | Az utolsó aratás              | Harvest                                             | Clay Upton                      |                       |
| 1998 |                               | Restless                                            | Jeff Hollingsworth              |                       |
| 2000 | Számíthatsz rám               | You Can Count on Me                                 | Rudy Kolinski, Sr.              |                       |
| 2000 | A táncos                      | The Dancer                                          | Stephane                        |                       |
| 2000 | Amerikai pszichó              | American Psycho                                     | Craig McDermott                 | Dózsa Zoltán          |
| 2000 | Örvénylő vizeken              | The Weight of Water                                 | Rich Janes                      | Viczián Ottó          |
| 2001 | Mélyvíz                       | The Deep End                                        | Darby Reese                     | Görög László          |
| 2001 | A 9. szalag                   | Session 9                                           | Hank Romero                     | Dolmány Attila        |
| 2001 | Ha jönnek az idegenek         | When Strangers Appear                               | Peter                           |                       |
| 2001 | Egy csodálatos elme           | A Beautiful Mind                                    | Martin Hansen                   | Kautzky Armand        |
| 2002 |                               | Coastlines                                          | Eddie Vance                     |                       |
| 2002 | Mindenütt nő                  | Sweet Home Alabama                                  | Jake Perry                      | Széles Tamás          |
| 2003 | Hulk                          | Hulk                                                | Glenn Talbot                    | Juhász György         |
| 2003 | Leharcolt oroszlánok          | Secondhand Lions                                    | Walter Caldwell felnőttként     | Dévai Balázs          |
| 2003 | Drogtanya                     | Wonderland                                          | Ron Launius                     | Görög László          |
| 2004 | Áramlat                       | Undertow                                            | Deel Munn                       | Stohl András          |
| 2004 | A kanyaron túl                | Around the Bend                                     | Jason Lair                      |                       |
| 2005 | Lopakodó                      | Stealth                                             | Ben Gannon hadnagy              | Széles Tamás          |
| 2005 | Befejezetlen élet             | An Unfinished Life                                  | Crane Curtis seriff             | Láng Balázs           |
| 2006 | Fekete dicsőség               | Glory Road                                          | Don Haskins                     | Bede-Fazekas Szabolcs |
| 2006 | Poseidon                      | Poseidon                                            | Dylan Johns                     | Viczián Ottó          |
| 2008 | Szerelemben, halálban         | Death in Love                                       | legidősebb fiú                  |                       |
| 2008 | A lekoptathatatlan            | Management                                          | Barry                           |                       |
| 2009 | Az áruló szív                 | Tell-Tale                                           | Terry Bernard                   | Csík Csaba Krisztián  |
| 2009 | Lopott életek                 | Stolen                                              | Matthew Wakefield               |                       |
| 2010 |                               | Peacock                                             | Tom McGonigle rendőr            |                       |
| 2010 | William Vincent               | Shadows and Lies                                    | főnök                           |                       |
| 2010 | Szerelmi háromszög            | Daydream Nation                                     | Barry Anderson                  | Görög László          |
| 2010 | Ilyen az élet                 | Life as We Know It                                  | Dr. Sam Nelson                  | Dolmány Attila        |
| 2011 | Szellemtanú                   | Little Murder                                       | Ben Chaney                      | Viczián Ottó          |
| 2011 | Vörös kutya                   | Red Dog                                             | John Grant                      | Varga Gábor           |
| 2011 | Az igazság ára                | The Lincoln Lawyer                                  | Ted Minton                      | Czvetkó Sándor        |
| 2011 |                               | Hide Away                                           | fiatal tengerész                |                       |
| 2011 | J. Edgar – Az FBI embere      | J. Edgar                                            | Charles Lindbergh               | Kőszegi Ákos          |
| 2012 | Elárulva                      | Stolen                                              | Vincent Kinsey                  | Görög László          |
| 2013 |                               | Space Warriors                                      | Roy Manley ezredes              |                       |
| 2013 | Művésztelep                   | Big Sur                                             | Neal Cassady                    | Miller Zoltán         |
| 2013 |                               | Wish You Well                                       | Cotton Longfellow               |                       |
| 2014 |                               | Little Accidents                                    | Bill Doyle                      |                       |
| 2014 |                               | The Mend                                            | Mat                             |                       |
| 2014 | A kórus                       | Boychoir                                            | Gerard Olin                     | Dolmány Attila        |
| 2016 | Kedves Eleanor                | Dear Eleanor                                        | Frank Morris                    | Czvetkó Sándor        |
| 2016 | Ifjúság Oregonban             | Youth in Oregon                                     | Danny Engersol                  | Karácsonyi Zoltán     |
| 2017 |                               | The Most Hated Woman in America                     | David Waters                    |                       |
| 2017 | Mélytorok: A Watergate-sztori | Mark Felt: The Man Who Brought Down the White House | Charlie Bates                   | Nagy Ervin            |
| 2018 | Ami egykor volt               | What They Had                                       | Eddie Ertz                      |                       |
| 2018 |                               | Murderous Trance                                    | Bjørn Schouw Neilsen            |                       |
| 2019 | Áttörés                       | Breakthrough                                        | Brian Smith                     | Fekete Ernő           |
| 2019 | Az aszfalt királyai           | Ford v. Ferrari                                     | Leo Beebe                       | Zámbori Soma          |
| 2020 |                               | She Dies Tomorrow                                   | Doc                             |                       |
| 2020 | A titok – Merj álmodni        | The Secret: Dare to Dream                           | Bray Johnson                    |                       |
| 2021 | Megtisztulás éjjel-nappal     | The Forever Purge                                   | Dylan Tucker                    | Papp Dániel           |
| 2023 | Fekete Démon                  | The Black Demon                                     | Paul Sturgess                   |                       |
| 2023 |                               | Blood for Dust                                      | John                            |                       |

### Televízió
| Év        | Magyar cím                              | Eredeti cím                        | Szerep                           | Megjegyzések                      |
| --------- | --------------------------------------- | ---------------------------------- | -------------------------------- | --------------------------------- |
| 1990      |                                         | True Colors                        | Jonathan                         | 1 epizód                          |
| 1990      | Az élet megy tovább                     | Life Goes On                       | Dylan                            | 1 epizód                          |
| 1991      | Parker Lewis sohasem veszít             | Parker Lewis Can't Lose            | Evan                             | 1 epizód                          |
| 1991      |                                         | Child of Darkness, Child of Light  | John L. Jordan III               | tévéfilm                          |
| 1991      | Jake meg a dagi                         | Jake and the Fatman                | Jeff Boyce                       | 1 epizód                          |
| 1993      | Bajtársak                               | Class of '61                       | George Armstrong Custer          | tévéfilm                          |
| 1994      | Az éjszaka árnyai                       | In the Heat of the Night           | Todd Walker                      | 1 epizód                          |
| 1994–1995 | A fagyos folyó lovasa                   | The Man from Snowy River           | Luke McGregor                    | 15 epizód                         |
| 1999      |                                         | Cracker                            | Macy hadnagy                     | 3 epizód                          |
| 2005      | A múlt fogságában                       | Empire Falls                       | Max Roby fiatalon                | minisorozat (2 epizód)            |
| 2006      | Will és Grace                           | Will & Grace                       | önmaga                           | 1 epizód                          |
| 2009      |                                         | WWII in HD                         | Bert Stiles (hangja)             | dokumentum-minisorozat (2 epizód) |
| 2012      | A cég                                   | The Firm                           | Mitch McDeere                    | főszereplő (22 epizód)            |
| 2014      | John Oliver-show az elmúlt hét híreiről | Last Week Tonight with John Oliver | színész                          | 2 epizód                          |
| 2014–2016 | Laura rejtélyei                         | The Mysteries of Laura             | Jake Broderick                   | főszereplő (38 epizód)            |
| 2018–2022 | Yellowstone                             | Yellowstone                        | John Dutton fiatalon             | visszatérő szereplő (6 epizód)    |
| 2024      |                                         | Palm Royale                        | Douglas Darby Dellacorte-Simmons | főszereplő                        |

### Videójátékok
| Év   | Cím                                    | Szerep                              |
| ---- | -------------------------------------- | ----------------------------------- |
| 1994 | Wing Commander III: Heart of the Tiger | Jace "Flash" Dillon őrnagy (hangja) |

## Színház
| Év        | Cím                | Szerep |
| --------- | ------------------ | ------ |
| 2017–2018 | The Parisian Woman | Tom    |

## Fordítás
- Ez a szócikk részben vagy egészben  a   Josh Lucas című angol Wikipédia-szócikk fordításán alapul.  Az eredeti cikk szerkesztőit annak laptörténete sorolja fel. Ez a jelzés csupán a megfogalmazás eredetét és a szerzői jogokat jelzi, nem szolgál a cikkben szereplő információk forrásmegjelöléseként.